# Running Free
Running Free is de debuutsingle van Iron Maiden, afkomstig van hun debuutalbum Iron Maiden. Het door Steve Harris en Paul Di'Anno geschreven nummer werd op 8 februari 1980 uitgebracht als single. In 1985 werd een live-versie uitgebracht als eerste single van het album Live After Death.

## Track listing

### 1980
1. "Running Free" (Paul Di'Anno, Steve Harris) - 3:16
2. "Burning Ambition" (Steve Harris) - 2:42

### Japanse uitgave
1. "Prowler" (Harris) - 3:55
2. "Running Free" (Di'Anno, Harris) - 3:16

### Live-single (1985)
1. "Running Free" (Long Beach Arena, Long Beach, Californië 14-17 maart 1985) (Paul Di'Anno, Steve Harris) - 3:28
2. "Sanctuary" (Long Beach Arena, Long Beach, Californië 14-17 maart 1985) (Paul Di'Anno, Steve Harris, Dave Murray) - 4:41
3. "Murders In The Rue Morgue" (live - Hammersmith Apollo, London 8-12 oktober 1984) (Steve Harris) - 4:33

## Bezetting

### Single (1980)
- Paul Di'Anno - zang
- Dave Murray - gitaar
- Dennis Stratton - gitaar
- Steve Harris - basgitaar
- Clive Burr - drums
- Doug Sampson - drums

### Live single (1985)
- Bruce Dickinson – zang
- Dave Murray – gitaar
- Adrian Smith – gitaar
- Steve Harris – basgitaar
- Nicko McBrain – drums